# Baszkułtajewo
Baszkułtajewo (ros. Башкултаево) – wieś (sieło) w Rosji, w Kraju Permskim, w rejonie permskim. W 2010 liczyła 623 mieszkańców, głównie Tatarów.